# Vlastislav Matoušek
Vlastislav Matoušek (* 8. listopadu 1948, Trutnov) je český etnomuzikolog, hudební skladatel, hudebník, hráč na tradiční japonskou bambusovou flétnu shakuhachi [šakuhači] a vysokoškolský pedagog.

## Život
Absolvoval kompozici a postgraduální kurz hudební teorie na Hudební fakultě AMU v Praze. V roce 1996 jako stipendista Japan Foundation studoval hru na shakuhachi (šakuhači) u Kifu Mitsuhashiho v Tokiu a japonskou tradiční hudbu konzultoval u profesora Osamu Yamaguti v Ósace. Na hudební fakultě AMU obhájil disertaci Kinetika v etnické hudbě a získal doktorát v oboru hudební teorie – teorie skladby a v roce 2004 byl jmenován docentem.
Od roku 1991 do roku 2021 vyučoval etnomuzikologii a další hudebně-teoretické disciplíny na katedře teorie a dějin hudby HAMU, od roku 1999 do roku 2014 přednášel na Ústavu hudební vědy Filozofické fakulty Univerzity Karlovy v Praze. Spolupracoval jako hudební publicista s Českým rozhlasem (cca 88 pořadů o etnické hudbě etc.).
Je komponistou artificiální hudby, upřednostňuje netradiční vyjadřovací prostředky. Koncertně působí především jako sólista na shakuhachi a další etnické nástroje, se svým souborem Ensemble 108 Hz uvádí experimentální soudobou hudbu a své vlastní kompozice.
Ve svém teoretickém výzkumu se zabýval hudbou mimoevropských kultur, exotickými a folklorními hudebními nástroji, rytmem a problematikou hudební řeči (Rytmus a čas v etnické hudbě, Togga, Praha 2003, Musical Kinetics, NAMU, Praha 2014).
Spolu s Jiřím Mazánkem a Karlem Babuljakem je zakládajícím členem skupiny Relaxace (1979), jejíž nejdůležitější inspirací byla od počátku indická klasická hudba.
Od 80. let působil v alternativní rockové skupině Máma Bubo jako vokalista a baskytarista. Na vlastnoručně postavenou bezpražcovou baskytaru hrál v 90. letech v souborech Zvláštní vydání s Janem Burianem, Před vaším letopočtem a Yamabu.
Od roku 2016 je frontmanem kapely Yamabushi, v níž aplikuje postupy etnické hudby a moderní klasiky do rockové estetiky.
Od roku 2012 spolupracoval na projektu improvizovaného inspirovaného hraní k němým filmům (CD Matoušek & spol.: Máj ve stínu stroje, CD Jan Steklík: Grafické partitury).
Na historické dudy moldánky, niněru, hackbrett, gemshorn, šalmaje, platterspiel a další historické a lidové nástroje hraje a zpívá s rodinným souborem Schola Specialis Familiae hudbu období gotiky a renesance z nejstarších dochovaných českých hudebních pramenů (Kodex Franus, Kodex Speciálník, Jistebnický kancionál etc.) a východočeský folklor.
Za přispění k přátelským vztahům mezi Japonskem a Českou republikou v oblasti hudby obdržel v roce 2022 od japonské vlády vyznamenání Řád vycházejícího slunce se zlatými paprsky s rozetou.

## Dílo

### Diskografie
- CD Vlastislav Matoušek: Shapes of Silence, Transmusic EM 10 (Healing Sounds HS 10), Switzerland 1994;
- Kniha 5 kruhů / The Book of the Five Rings, CD "Contemporary Czech Music - Atelier II", The Czech Radio CR 0116-2 131, Prague 1999
- Kaligrafie/Calligraphy, CD Bamboo Voice - Human Flute, Christopher Yohmey, Mika Kimula, Far East Island Records Co., Ltd., (Jasrac) FEI-CD025, Japan 2001
- CD Vlastislav Matoušek: Taki Ochi, ARTA F1 0119, Prague 2003
- CD Vlastislav Matoušek: Kaligrafie II/ Calligraphy II, Nextera, KMa s.r.o. LK 0146-2, Praha 2004
- CD Vlastislav Matoušek & Projekt Karpaty Magiczne – Koncert w Centrum Sztuki i Techniki Japonskiej „Manggha“ w Krakowie, World Flag Edition WFE 005/2005, Poland 2006
- 2CD Barton Workshop 1, Rondon de Shakoehachi De Barton Workshop m.m.v. Het Vlastislav Matoesek ens., Harmony Sound HS 0617, Amsterdam 2006 - (EA version of In Circulo for Flute and Electronics)
- CD Jan Steklík-Grafické partitury, Guerilla Records 2015, Gr 122-2
- CD Vlastislav Matoušek et alii: Máj ve stínu Stroje, Guerilla Records 2016 Gr 124-2
- Koan 4 strinQ CD Svár teorie s praxí (14) 2017 Nakladatelství AMU, P+C 2017 NAMU Praha (Gadrew Way Quartet);
- CD Yamabu: 8. Cesta, Guerilla Records 2018, GR 142 - 2

### Publikace
- Rytmus a čas v etnické hudbě, Togga, Praha 2003
- The Systemisation of the Musical Language of the Fukezen Shakuhachi Honkyoku, Živá hudba 2003, Togga, Praha 2004,
- Oheň a hudba, in Živel Oheň - energie (s.36-47), kolektiv autorů, Agentura Koniklec, Praha 2004, ISBN 80-902606-4-0, +CD-ROM
- Suizen-Blowing Zen: Spirituality as Music and Music as Spirituality – in sborník Rozumienie wartosci w kulturach Wschodu, Wydawnictwo Univ. Jagiellonskiego, Estetyka i Krityka Nr.22 (3/2011)
- Krakow 10/2011, ISBN 978-83-233-3138-4, s.61-72 www.wuj.pl
- Japonská hudba - heslo v Encyklopedia Beliana (Slovenská akadémia vied, 7. zv., str. 382-384, Encyklopedicky ustav SAV, Bratislava 2013, ISBN 978–80–970350–1–3, www.encyclopaedia.sk
- Tichý Vladimír, Kuhn Tomáš, Matoušek Vlastislav: Musical Kinetics, First edition, NAMU, Praha 2014, pg.227-3

### Orchestrální skladby
- Sázení hrušky, symfonická fantazie, 1986, 18:40
- Symfonie, 1987, 20:30
- Canon pro orchestr, 1997, 50:00

### Komorní skladby
- Fuga pro kytaru, 1974, 4:40
- Suita pro kytaru, 1974, 8:05
- Above Landscape, 5 songs for Middle voice and Piano (lyrics: Pavel Dostál), 1976, 11:00
- Sonatina pro flétnu, 1977, cca 5:10
- Přede dvanáctou, suita pro klavír, 1978, cca 8:30

- Dvě věty pro hoboj a klavír, 1978
- Trio - "Of Kenozoic", pro hoboj, klarinet, fagot a bicí, 1979, cca 11:00
- Tři ronda pro klavír, 1979, 16:30
- Iluminace pro violoncello, 1979, 9:15
- Trio - "Of Kenozoic", pro hoboj, klarinet, fagot a bicí, 1979, cca 11:00
- Dharana - koncentrace pro trombón a klavír, 1980, 9:40
- Sonáta - "Klasická", pro flétnu a klavír, 1981, 13:50
- Aleatorica pro klavír, 1983, 6:43
- Songs for My Little Animals and the Others - 9 Songs for Children and Keyboard, (texts 1-4, 6-9 Vlastislav Matousek, 5 Jiri Havel), 1983, 15:00
- Sansara, smyčcový kvartet, 1984, durata ad lib.
- Symetrio pro housle, violoncello a klavír, 1985, 20:00
- Musicologia viva, Hymn for Mixed Choir, Renaissance Music Instruments and Musicologist ad lib. (text: J.A. Comenius, Vlastislav Matousek), 1985, 15:30
- A Literati's Admonition to Those Who Do Not Know the Art of Singing Well - from the Choir of the Tyn Church in the Capital City of Praque, hymnus pro 12 vocibus - the "hymn" for twelve voices, (text: Czech Aanonym cca 1570), 1988, 10:30

- F#minutka pro zobcovou flétnu, housle, violoncello, klavír a 4 sportovní hráče, 1988, 2:20
- Rattyfication for Prepared Piano and 4 Hands, 1989, 5:55
- The Adventures of the Good Cat Meecash, 5 songs to jumping for children and Keyboard (texts 2.3.5. Jan Burian, 1.4. Vlastislav Matousek), 1988, cca 9:00
- Morning Lullabies, 3 bicínia for children (texts Jan Burian), 1989, 4:45
- Algorithmus návratu pro varhany, 1991, 20:00
- Algorithm 108 for Vibraphone, Percussion and 4 Hands, 1992, 15:50
- Return Without Return, for 3 Gongs and Percussion, 1992, 30:00

- V kruhu, pro sólový dechový nástroj, 1996, cca 12:00 , CD "taki ochi"- Vlastislav Matoušek playing the Shakuhachi, vyd. 2HP Production s.r.o.

- The Way of Bells, for 3 Shakuhachi, 1996, cca 27:00, commissioned by Pro Musica Nipponia Orchestra, premiere at the concert From East to East 10. 7. 96, Tokyo
- Ordo Mobii - canon enigmaticus, cancrisans, perpetuus, vocibus ad libitum (crab endless enigmatic canon for arbitrary number of voices and instruments) 1996, durata ad libitum
- Without Memory, Songs for voice and strings (Prepared Piano, Violin and Violoncello), premiere at conc.1. 4. 97, Martinu Hall, Academy of Performing Arts, Prague (Text - Without Memory - Jan Jerabek, Counting Rhyme - Frantisek Jance, Spiral - Vlastislav Matousek)
- Calligraphy for Voice and Bamboo (Koe to take no tame no shodo) songs for voice and shakuhachi on Ancient Japanese poetry from "One Hundred Poems from One Hundred Poets", 1997, 12:00
- Postscriptum for Various Musical Instruments (Fl, Cl in B, Vl, Vla, Vclo, Piano), 1997, 11:00
- "...et deduce me in via aeterna", canon enigmaticus, cancrisans, perpetuus, vocibus ad lib., 1998, durata ad lib.
- "Et revertatur...", for organ or low strings and voice, 1998, 24:00
- Koan for Various Instruments and Really Brave Musicians, 1998, 7:30
- Samadhi, string quartet, 1998, dur. ad lib. (can be performed simultaneously with Sansara)
- Incantus for Various Musical Instruments (Fl, Cl in B, Vl, Vla, Vclo, Piano, Percussion), 1999, 5:24

- Hexachordon, pro kytaru (amplifikovanou ad lib.), 2000, ad lib. cca 9:00
- Ante duodecimam, pro klavír, 2000, 5:24
- Labyrinthus for vox humana, (at texts of sacral scriptures - Mandukyopanishad, Tao te ting, Tora, New Testament, Quaran, Lin-ti lü, Popol Vuh) 2000, ad lib., cca 17:35

- Via Prophetiae, for voice and Tibetan bell (at Jer X and Is XXXV of Old Testament), 2001, 9:00
- The 8th Journey, chamber Sci-Fi opera at story of Stanislaw Lem and text of Jan Burian (7 voices and 7 instruments), 2001, cca 50:00

- Chronica Bohemorum, pro preparované piáno, 2001, 7:12
- Hitori Mondo, for Voice, Tibetan Bell, Shakuhachi and Strings at ancient Japanese text (Hisamatsu Fuyo), 1823, 2002, 14:31

- San Kyomu - Emptiness Three, for Two Voices, Tibetan Bell, Water-filled Glass and Shakuhachi at ancient Japanese text (Hisamatsu Fuyo, 1823), 2002, 12:00

- Kyomu - Emptiness, for Voice, Tibetan Bell and Shakuhachi at ancient Japanese text (Hisamatsu Fuyo, 1823), 2003, 12:00
- E.T. Opernicus, set of Songs from Opera The 8th Journey for Voice and Guitar, 2003, ca 16:30
- Vox Clamantis for Voices and Percussion at Biblic texts (Iz, Mat, Luc, Mar, Joh), 2003, ca 17:00

- In Circulo for Various Musical Instruments, 2003, 17:00
- Pa-jin, 8 zvuků pro multipercussionistu, 2004, 16:34
- Fraktály pro kytaru (amplifikovanou ad lib.), 2005, 9:25
- Signate signa, canon magicus enigmaticus cancrisans perpetuus vocibus ad lib., 2006, ad lib. (is possible to being performed together with the composition Roma Tibi)
- Roma Tibi (2006) canon magicus enigmaticus cancrisans perpetuus vocibus ad lib., 2006, ad lib.(is possible to being performed together with the composition Signate Signa)
- Talea Iacta est 4 StrinQ pro smyčcové kvarteto, 2013, 11:00

### Elektroakustická hudba
- Monolog kočičky (1983)
- Hlasy šesti stěn (1990)
- Široká stezka (1991)
- Návrat (1991)
- Bez návratu (1992) - pro magnetofonový pás a harfu
- 5 minut před (1992) - pro budík a nahrávací studio
- 108 vln větru (1992) - pro elektroniku, exotické flétny a hlasy
- Praga 93 (1993) - pro charakteristické pražské zvuky
- Ze střechy světa (1993)
- Trigramy (1993)
- Tvary ticha (1993) - pro tibetské mísy, píšťaly a zvukové objekty
- Discovery (1995) - pro český les, déšť, včely, tibetské mísy a etnické nástroje
- Anacoluthes (1996) - Cyklus deseti skladeb pro zvukové struktury, tikot a nástroje
- Go Rin no Sho (Kniha pěti kruhů) (1997) - pro zvuky japonských chrámů a šakuhači
- 9 × 1 = 9 (1998) - pro tanečníky (8), různá ticha, zvuky českých luhů a hájů a etnické nástroje
- Play 4 (1998) - pro (4) tanečníky, různá ticha, zvuky českých luhů a hájů a etnické nástroje

- Melodické kroky (2000)

- Prolog (2004)
- Vox Clamantis (2004)
- Vadecum (2004)

### Scénická hudba
- Behind Bars (35:00) directed by Helena Trestikova, KF(Short Film) Prague 1990
- Tell me Something about You - Pavlina (45:00) dir. H. Trestikova, KF Prague 1992
- Tell me Something about You - Rene (55:00) dir. H. Trestikova, KF Prague 1992
- Situation 1, Situation 2, (Children's Game, Discovery) dir. Pavel Koutecky, KF Prague 1995
- Samurai, (44:00) dir. Michal Votruba, Czech TV and Studio FAMU, 1997
- Czech Japan, (22:25), dir. Miroslav Capek, Czech TV, 2000
- Prague-Kyoto, the sister towns, (12:00) dir. and realised by Zdenka Cechova 2001
- The Tale of the Story directed and realised by Pavel Koutecký, CTV, KF Prague 2004
- The Japan Garden Šówa-en (the music from CD Taki Ochi)
- In the Camp Music for dramatic adaptation of Franz Kafka stories (dir. by Attila Kovács, Martin Zoubek), Union Artists, 1992
- Karkulín Music for a puppet theatre play (Marie Míková after A. Lindgren), ULD Prague, 1989